# 1959 en aéronautique
Chronologie de l'aéronautique
- 1955
- 1956
- 1957
- 1958
- 1959
- 1960
- 1961
- 1962
- 1963

Cet article présente les faits marquants de l'année 1959 en aéronautique.

## Événements

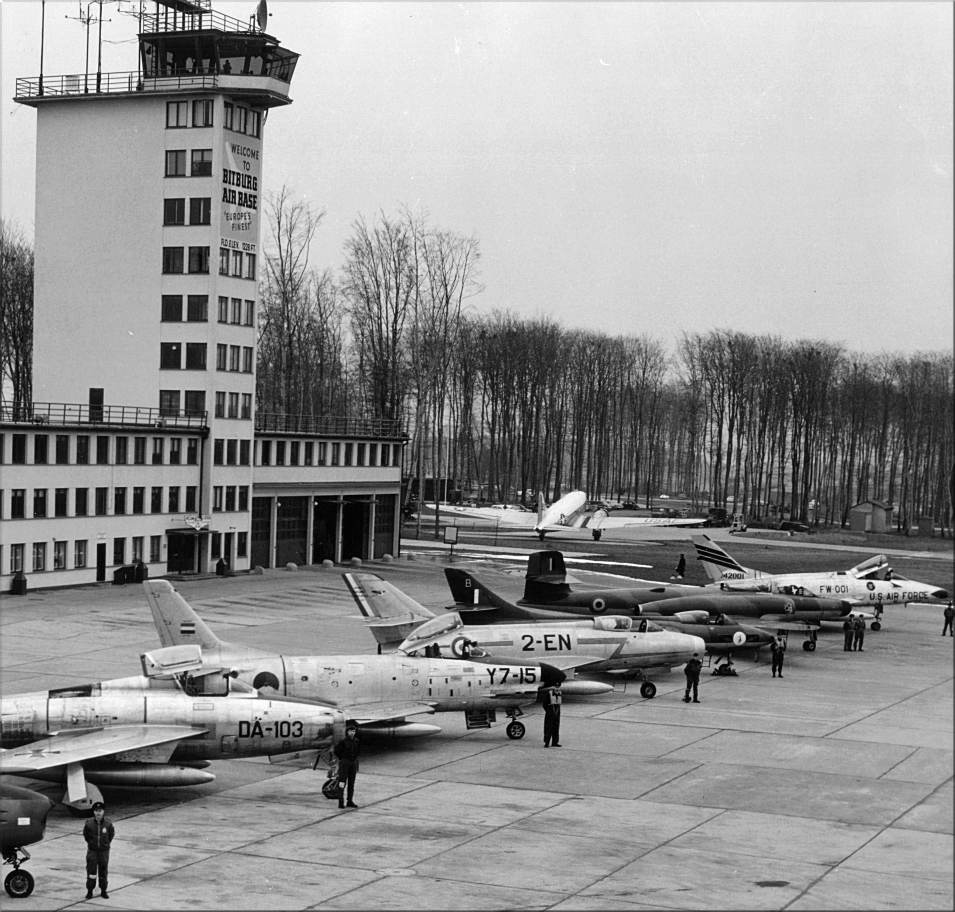
Avions de l'OTAN devant la tour de contrôle de Bitburg Air Base en Allemagne de l'Ouest en 1959 : de gauche à droite, le nez d'un Canadair Sabre canadien, un F-84F Thunderstreak de la Luftwaffe ouest-allemande, un North American F-86K Sabre de la Koninklijke Luchtmacht néerlandaise, un Dassault Mystère IV de l'armée de l'air française, un Hawker Hunter de la Royal Air Force britannique, un Avro CF-100 Canuck de la Belgian Air Force, un North American F-100C Super Sabre du 36th Tactical Fighter Wing, 22nd TFS de l'USAF et en arrière-plan un Douglas C-47 Skytrain.

### Janvier
- 2 janvier : lancement de la sonde soviétique Luna 1, destinée à se poser sur la Lune, mais celle-ci rate son objectif et se satellise autour du soleil.
- 29 janvier : ouverture du premier service de liaison aérienne commerciale avec des avions à réaction à travers les États-Unis par American Airlines avec des Boeing 707.

### Février
- 7 février : Le plus long vol sans atterrissage s’achève. Un Cessna 172 a volé 64 jours, 22 heures, 19 minutes et 5 secondes autour de Las Vegas[1].
- 12 février : L'US Air Force retire du service son dernier bombardier Convair B-36 Peacemaker.
- 17 février : lancement de Vanguard II (poids 21,5 livres), premier satellite météo de l'espace. Il contient les cellules photoélectriques prévues pour prendre de la couverture nuageuse durant 2 semaines, néanmoins la vacillation sous-estimée a empêché d'avoir des données significatives.
- 20 février : annulation du programme de l'intercepteur Arrow au Canada, du jour au lendemain 13 000 employés d'Avro Canada sont licenciés. C'est le vendredi noir.
- 25 février : André Turcat aux commandes du Nord 1500 Griffon II établit un nouveau record du monde vitesse sur 100 km en circuit fermé à 1 643 km/h[2].

### Mars
- 4 mars : crash du premier prototype du Baade 152.
- 10 mars : premier vol du Northrop T-38 Talon.
- 31 mars : premier vol de l'avion léger Millicer Airtourer.

### Avril
- 14 avril : premier vol du YOA-1, prototype du Grumman OV-1 Mohawk.
- 15 avril : Une Caravelle effectue un vol de démonstration en vol plané de 265 km entre l'aéroport d'Orly et Dijon[3].
- 27 avril : présentation au Président des États-Unis Eisenhower du nouveau avion Boeing VC-137 conçu pour le transport de personnel militaire, ce futur Air Force One fut mis en service le 21 octobre 1962.
- 28 avril : un avion de ligne Douglas C-47 Skytrain de Iberia Líneas Aéreas de España s’écrase près de Cuenca en Espagne, causant la mort des 28 passagers et membres d’équipage.
- 30 avril : dernier vol d'un bombardier Convair B-36[4].

### Mai
- 4 mai : premier vol du prototype de l'avion suisse Pilatus PC-6 Porter.
- 6 mai : entrée en service la Caravelle avec Air France.

### Juin
- 8 juin : premier vol non propulsé du North American X-15 largué d'un Boeing B-52 Stratofortress.
- 17 juin : premier vol du prototype de bombardier français Dassault Mirage IV.
- 30 juin : crash d'un Super Sabre sur une école d'Okinawa

### Juillet
- 2 juillet : premier vol de l'hélicoptère Kaman SH-2 Seasprite.
- 14 juillet : le commandant Vladimir S. Ilyushine atteint 28 852 m et bat le record du monde à bord d'un Sukhoï T-431[5], version expérimentale dérivée du Soukhoï Su-9.
- 26 juillet : l'éjection du lieutenant-colonel américain William Rankin fait de lui le seul cas documenté de survie après une chute à travers un cumulonimbus en plein orage[6],[7]. Il serait aussi, du même fait, le survivant de la plus longue descente en parachute de l'histoire (plus de 40 minutes)[8].
- 30 juillet : premier vol du Northrop F-5 Freedom Fighter.

### Août
- 7 août : le satellite américain Explorer VI retransmet les premières images de la Terre depuis l'espace. Le 28 septembre il retransmettra les premières séquences télévisuelles.
- 26 août : Jacqueline Auriol, belle-fille de l'ancien président français Vincent Auriol, vole à Mach 2 (680,58 m/s), soit deux fois la vitesse du son avec un Mirage III de Dassault Aviation[9].

### Septembre
- 12 septembre : lancement de la sonde soviétique Luna 2, qui sera deux jours plus tard la première sonde à se poser sur la Lune.
- 15 septembre : premier vol de l'avion utilitaire Aermacchi AL-60.
- 17 septembre : premier vol propulsé de l'avion expérimental North American X-15.
- 30 septembre : fermeture de l'aéroport de Croydon, haut-lieu de l'aviation commerciale britannique depuis 40 ans.

### Octobre
- 4 octobre : lancement de la sonde soviétique Luna 3.
- 7 octobre : la sonde Luna 3 transmet les premières images de la face cachée de la Lune.
- 20 octobre : premier vol du Dassault Mirage IIIB biplace d'entraînement.

### Novembre
- 15 novembre : premier vol de l'avion canadien Canadair CL-44.

### Décembre
- 6 décembre : nouveau record d'altitude établi à 30 040 m par le commandant Lawrence E. Flint à bord d'un McDonnell Douglas F-4 Phantom II[10].
- 9 décembre : 
  - Un Kaman H-43 Huskie piloté par Walter J. Hodgson établit un nouveau record du monde d'altitude en hélicoptère en atteignant 9 097 m[11].
  - Un Fuji KM-1 (JA-3119) porte le record international d’altitude, Classe C-1c, à 9 917 m.
- 12 décembre : signature à Saint-Louis (Sénégal) de la convention entre pays issus de l'Afrique-Occidentale française et l'Afrique-Équatoriale française créant l'Agence pour la sécurité de la navigation aérienne en Afrique et à Madagascar.
- 14 décembre : un nouveau record d'altitude en avion est réalisé par un Lockheed F-104 Starfighter piloté par le capitaine Joe B. Jordan qui atteint 31 513 m[12].
- 15 décembre : nouveau record du monde vitesse établi à 2 455,7 km/h par un Convair F-106 Delta Dart piloté par le commandant Joseph W. Rogers[13].
- 16 décembre : création de China Airlines à Taïwan.
- 20 décembre : premier vol de l'avion de transport soviétique Antonov An-24.
- 22 décembre : fondation  l'hélicoptèriste américain Enstrom Helicopter Corporation (en) qui disparait le 21 janvier 2022.